# Bajewo (rejon ardatowski)
Bajewo (ros. Баево) – wieś (sieło) w Rosji, w Mordowii, w rejonie ardatowskim. W 2010 liczyła 1834 mieszkańców.

## Urodzeni
- Stiepan Erzia – rosyjski i radziecki rzeźbiarz.